# Осада Флоренции
Осада Флоренции (24 октября 1529 — 10 августа 1530 года) — завершающий эпизод войны Коньякской лиги, имевший место уже после заключения мира основными участниками боевых действий.

## Предыстория
Когда в 1527 году во Флоренции стало известно о разграблении Рима, то горожане изгнали кардинала Пассерини — представителя папы Климента VII (в миру — Джулио Медичи). Во главе города стал новый совет, избравший нового гонфалоньера из числа противников Медичи — Никколо Каппони.
Летом 1528 года Климент VII вернулся в папский дворец в Риме и стал думать о том, как вернуть Флоренцию под влияние Медичи. На французов, терпевших к тому моменту поражения, полагаться было нельзя, и он решил обратиться к Карлу V. В 1529 году Карл V заключил соглашение с папой: Климент VII обязался короновать Карла V в Болонье императором Священной Римской империи, а Карл V взамен пообещал папе поспособствовать восстановлению власти Медичи во Флоренции. 5 августа 1529 года Франция, подписав Камбрейский мир, вышла из войны, и Флоренция осталась без союзников.
Карл V поручил оказать содействие Папе принцу Оранскому, командовавшему силами Священной Римской империи в Италии (тому самому человеку, который за два года до этого разграбил Рим). Сорокатысячная армия принца Оранского, состоявшая в основном из испанцев, вошла в Тоскану и, разоряя земли Флорентийской республики, двинулась на север. 24 октября она встала лагерем у самой Флоренции.
Флоренция давно готовилась к обороне. Сразу после изгнания Пассерини и воспитываемых им сыновей Медичи флорентийцы назначили инспектором городских стен Микеланджело. Он распорядился удлинить стены на юг и окружить ими холм Сан-Миниато, с которого просматривался центр города, а также принять другие меры для подготовки города к защите.

…спас он колокольню Сан Миньято, то есть башню, которая, как это ни странно, двумя пушками поражала вражеский лагерь, откуда вражеские бомбардиры, начав её обстреливать тяжелыми орудиями, чуть не разбили её и наверное её бы разрушили, если бы Микеланджело, подвесив на веревках мешки с шерстью и толстые матрасы, не защитил её так, что она до сих пор ещё стоит.— Вазари. Жизнеописания прославленных живописцев, скульпторов и архитекторов.
На вакантную должность флорентийского капитан-генерала 26 января 1530 года назначили кондотьера Малатесту Бальони.

## Ход боевых действий
Когда осаждающие начали обстрел города, то выяснилось, что граждане Флоренции отнюдь не склонны капитулировать. Их боевой дух сильно поддержала вылазка отряда под командованием Франческо Ферруччи, ночью атаковавшего врага и сумевшего доставить в город запасы продовольствия.
Однако осада продолжалась, запасы продовольствия таяли, в городе начались болезни. Летом Ферруччо решился на отчаянный шаг: под покровом темноты он провёл через кольцо осады группу вооружённых людей, и направился в сельские районы Тосканы, где стал рекрутировать войска. В результате он собрал в Пистойе 3.000 пеших и 500 конных добровольцев.
Бальони, руководивший обороной Флоренции, к этому времени вступил в сговор с врагами. Взамен на подтверждение прав владения в Перудже Бальони обязался не нападать на лагерь осаждающих Флоренцию имперцев в то время, как принц Оранский выведет против Феруччи крупные силы.
Принц Оранский во главе большого отряда испанских солдат бросился на поиски Ферруччо. 3 августа 1530 года в ходе сражения у Гавинаны были убиты как принц Оранский, так и Франческо Феруччо, но отряд Феруччо был полностью разгромлен.
Весть о жестокой расправе над Феруччо повергла Флоренцию в траур. Голодающие люди требовали, чтобы власть над городом была возвращена Медичи, которые бы накормили их.
8 августа Бальони открыто перешёл на сторону врага. Попытка направить против него городское ополчение была сорвана сторонниками Медичи. Бальони же пропустил на бастион Римских ворот имперский отряд и повернул пушки на город. После этого были направлены парламентёры с заявлением о капитуляции города.

## Итоги и последствия
Климент VII добился от Карла V заверений в том, что с населением Флоренции обойдутся милосердно, и после взятия города не последовало резни, которой опасались горожане по примеру Рима. После реставрации Медичи и ухода имперской армии папа Климент VII передал управление городом своему двадцатилетнему незаконнорожденному сыну Алессандро. На следующий день после прибытия во Флоренцию Алессандро был провозглашён «главой Флорентийской республики».
Карл V заявил Клименту VII, что, поскольку они теперь союзники, от Флоренции теперь требуется последовательная внешняя политика, которая может быть обеспечена только твёрдой властью. В результате Алессандро стал именоваться «герцогом Флорентийской республики». Так в 1532 году Флорентийская республика превратилась в Флорентийское герцогство.